# 마쓰다이라 가쓰요시 (마쓰다이라 향 마쓰다이라 가)
마쓰다이라 가쓰요시(일본어: 松平勝吉, ? ~ 1542년)는 센고쿠 시대에 활약한 무장으로, 마쓰다이라 향 마쓰다이라 가의 6대 당주 마쓰다이라 노부요시의 장남이다. 마쓰다이라 히로타다의 고쇼(小姓)로서 사관했다. 아버지와 함께 아즈키자카 전투(小豆坂の戦い)에 참가했지만 전사하여, 가독은 동생인 지카나가가 이었다.